# 10th anniversary white box
『10th anniversary white box』（テンスアニバーサリー・ホワイトボックス）は、電気式華憐音楽集団の2作目のCDボックスである。結成10周年である2011年9月16日にvortex Inc.から発売された。

## 概要
通算3枚目となるアルバム『電気式音楽集II』、バンドアレンジアルバム『re:charge』を収録したCDボックスである。同年12月18日に開催された1stライブ"Gig Grimoire"の先行予約シリアルコードが封入された。
収録されているアルバムは2011年（平成23年）10月28日にそれぞれ単品で発売。
初回製造分が完売した後は再生産が行われなかったため、2013年10月3日に「400個以上オーダーが集まった場合に再製造する」というオーダー再販チャレンジが行われた。結果的に目標数には届かなかったものの再製造は行われた。

## 収録曲

### Disc 1 電気式音楽集II
1. Elder Things
  - 作詞：華憐／作曲：電気／編曲：電気・式
  - PCゲーム『ク・リトル・リトル 〜魔女の使役る、蟲神の触手〜』OPテーマ
2. expiate sin
  - 作詞：華憐／作曲・編曲：電気
  - PCゲーム『MinDeaD BlooD Complete Edition』テーマソング
3. Melancholic Rhythm
  - 作詞：華憐／作曲・編曲：電気
  - PCゲーム『ク・リトル・リトル 〜魔女の使役る、蟲神の触手〜』EDテーマ
4. 天使の褥
  - 作詞：華憐／作曲・編曲：電気・Gaku
  - PCゲーム『ク・リトル・リトル 〜グレートハンティング〜』OPテーマ
5. Erode
  - 作詞：華憐／作曲・編曲：電気
  - PCゲーム『カスタムレイド4』OPテーマ
6. Endless ripples
  - 作詞：華憐／作曲・編曲：電気
  - PCゲーム『夢幻廻廊2 〜螺旋〜』EDテーマ
7. 機械人形
  - 作詞・作曲：電気
  - 『モエかん 公式ビジュアルファンブック 続・ご奉仕CD』挿入歌
8. I pray
  - 作詞：華憐／作曲：Gaku／編曲：電気・Gaku・式
  - PCゲーム『獄淫の尖塔』OPテーマ
9. Nekuraholic
  - 作詞：華憐／作曲・編曲：電気
  - PCゲーム『ネこグリ。〜ネクラと恋のグリモワァル〜』OPテーマ
10. Loveholic
  - 作詞・作曲：電気／編曲：式・電気／歌：arisa&華憐
  - PCゲーム『ネこグリ。〜ネクラと恋のグリモワァル〜』EDテーマ
11. W.M.S.
  - 作詞：華憐／作曲:Gaku／編曲：式・音・Denkare

### Disc 2 re:charge
1. White Wedding
  - 作詞：華憐／作曲：電気／編曲：Denkare
2. Sudden Death R99
  - 作詞：華憐／作曲：電気／編曲：Denkare
3. 斬撃よ！唸れ！咆哮の如く！
  - 作詞・作曲：電気／編曲：Denkare
4. B.M.S.
  - 作詞：華憐／作曲：Gaku／編曲：Denkare
5. erase
  - 作詞・作曲：電気／編曲：Denkare
6. イノ血ノミズ
  - 作詞・作曲：電気／編曲：Denkare
7. CHAIN
  - 作詞：華憐／作曲：電気／編曲：Denkare
8. 夢幻の睡り
  - 作詞：華憐／作曲：電気／編曲：Denkare
9. Distorted pain
  - 作詞・作曲：電気／編曲：Denkare
10. 時果つる夢
  - 作詞：華憐／作曲：電気／編曲：Denkare
11. Death get you！（シークレットトラック）
  - 1stアルバム『電気式音楽集（赤盤）』収録曲『まじげっちゅ』のメタルアレンジ